# 긴자역
긴자역(일본어: 銀座駅 긴자에키[*])은 도쿄도 주오구에 있는 철도역이다.

## 역 구조
세 노선 모두 섬식 승강장 1면 2선의 지하역이다. 긴자선과 마루노우치선의 승강장은 지하 2층에, 히비야선의 승강장은 지하 3층에 위치하고 있다. 세 노선은 개찰 내 연결통로를 경유함으로써 개찰 내에서 환승이 가능하다.
마루노우치선이 건설되었을 당시에는 긴자선의 승강장은 개찰구 안에서 접속되지 않고, 니시긴자역이라는 별개의 역으로 개업했다. 나중에 히비야선의 긴자역이 개업하고 히비야선을 통해 긴자 선과 연결되면서 마루노우치선의 역도 긴자역으로 개명하고 긴자선과 히비야선의 긴자역과 동일역이 되었다. 긴자선 상행 발차는 "銀座カンカン娘A" 하행 발차는 "銀座カンカン娘B", 마루노우치선 상행 발차는 "明目の扉" 하행 발차는 "小鳥の行進"이다.

### 승강장
| 1 | 긴자선       | 아카사카미쓰케・오모테산도・시부야 방면                 |
| 2 | 긴자선       | 니혼바시・우에노・아사쿠사 방면                         |
| 3 | 마루노우치선 | 요츠야・신주쿠・오기쿠보・나카노후지미초 방면           |
| 4 | 마루노우치선 | 오테마치・고라쿠엔・이케부쿠로 방면                     |
| 5 | 히비야선     | 히비야・롯폰기・나카메구로 방면                         |
| 6 | 히비야선     | 우에노・기타센주・도부 동물공원 방면 (도부 이세사키 선) |

## 역 주변
- 수도 고속 도심 환상선(긴자 입구)
- 유라쿠초선 긴자잇초메역
- 동일본 여객철도 야마노테선・게이힌도호쿠선・유라쿠초선 유라쿠초역
- 카부키좌
- 마쓰야 긴자 지점
- 긴자 코어
- 긴자 아사히 빌딩
- ITO-YA 긴자 본점
- 미쓰코시 백화점
- 니시긴자 백화점
- 와코 본점 시계탑
- 도에이 본사
- 유라쿠초 센터빌딩
- 도쿄 교통회관
- 유라쿠초 이토시아

## 역사
- 1934년 3월 3일: 긴자선 영업 개시.
- 1941년 9월 1일: 노선을 제도고속도교통영단에 양도.
- 1957년 12월 15일: 마루노우치선이 니시긴자역으로 영업 개시, 환승역이 됨.
- 1964년 8월 29일: 히비야선 영업 개시, 마루노우치선의 니시긴자역이 긴자역으로 개명됨.
- 2008년 3월 23일: 마루노우치선 승강장 스크린도어 사용 개시.
- 2020년 6월 6일: 히비야선에 도라노몬 힐스역이 영업을 개시함에 따라 히비야선의 역 번호를 H 08에서 H 09으로 변경.

## 사진

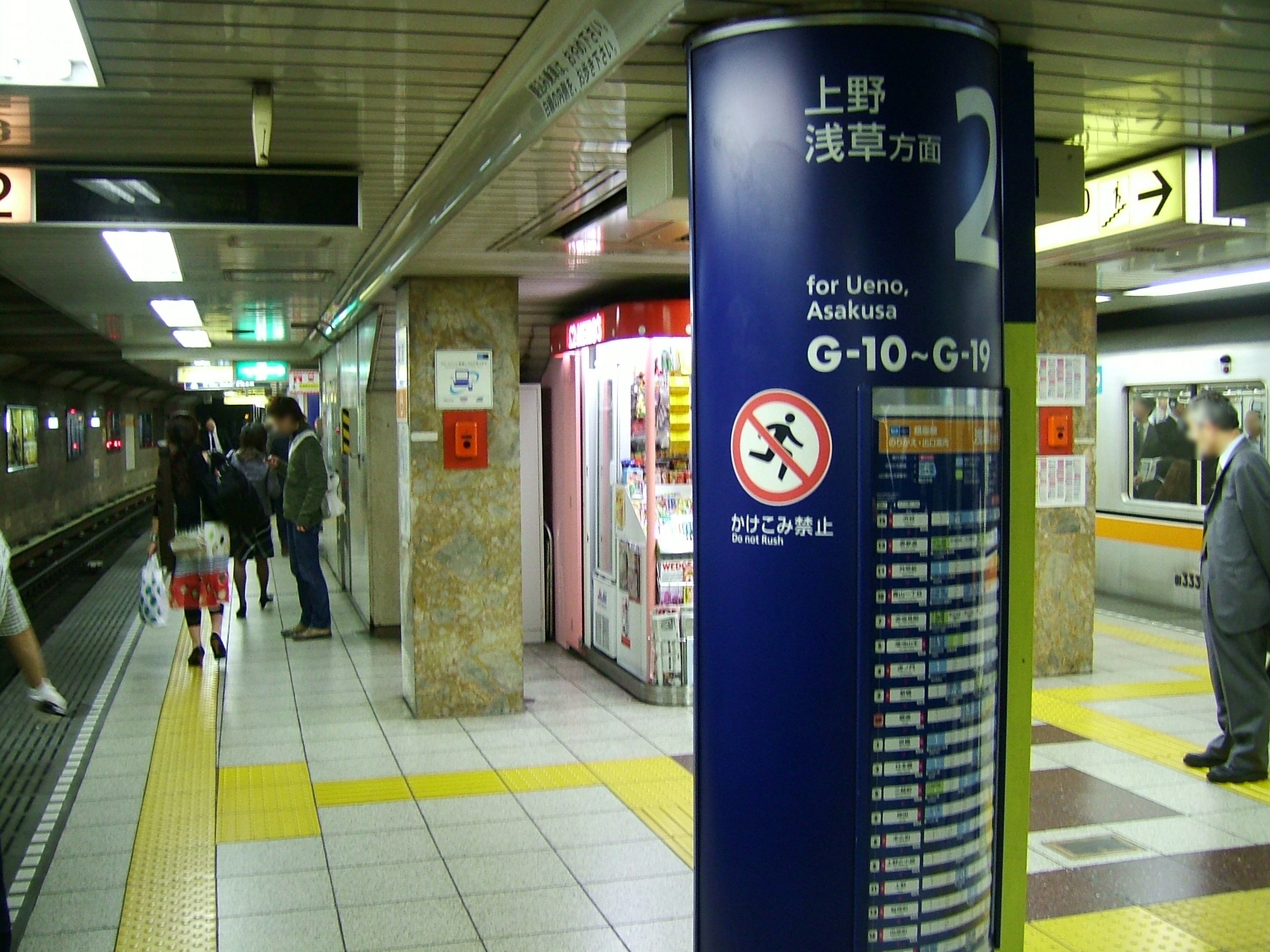
긴자선 승강장 모습 (출처: LERK) (리모델링 전)
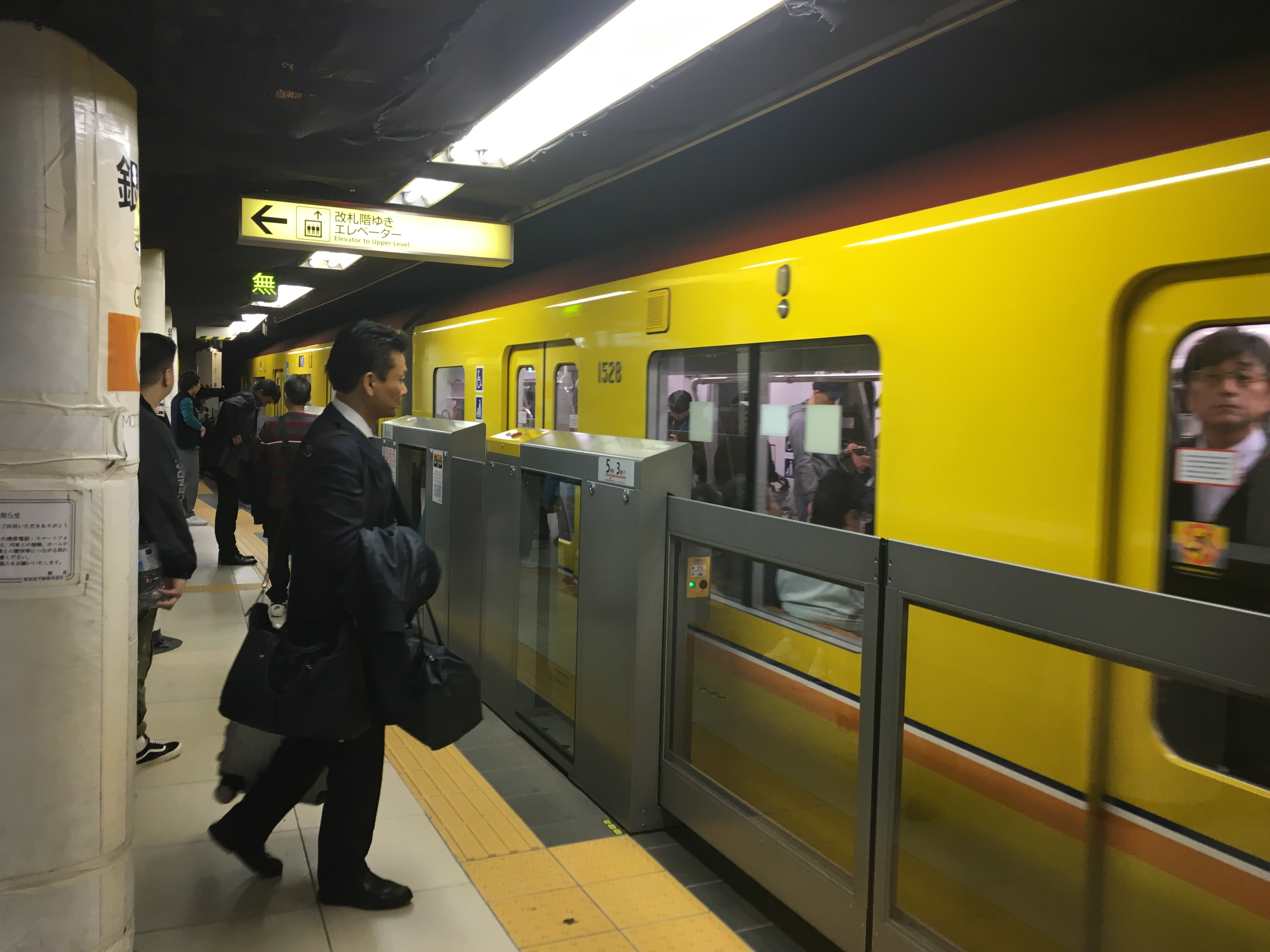
긴자선 승강장 모습 (출처: Nesnad) (리모델링 전)
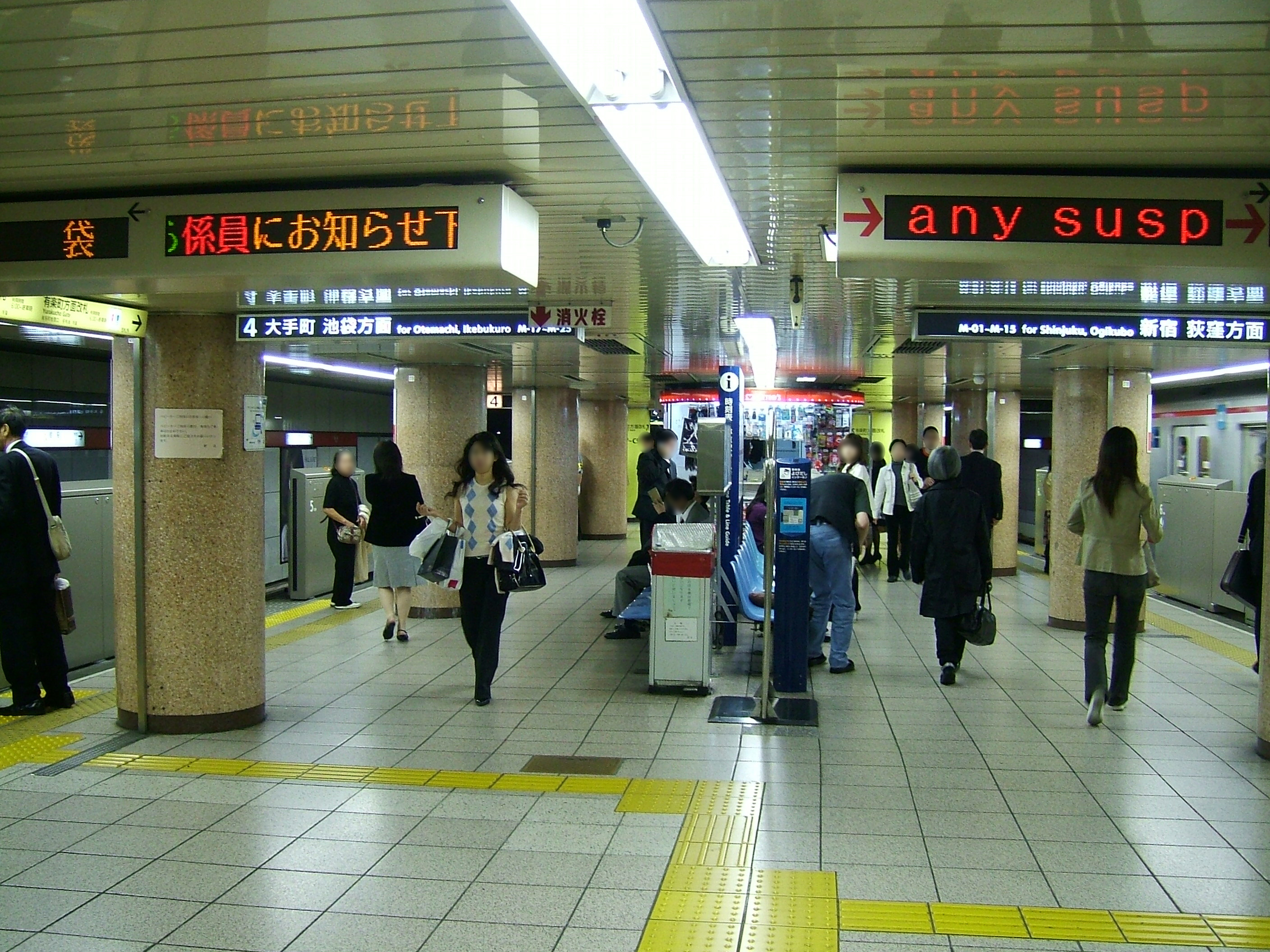
마루노우치선 승강장 모습 (출처: LERK) (리모델링 전)
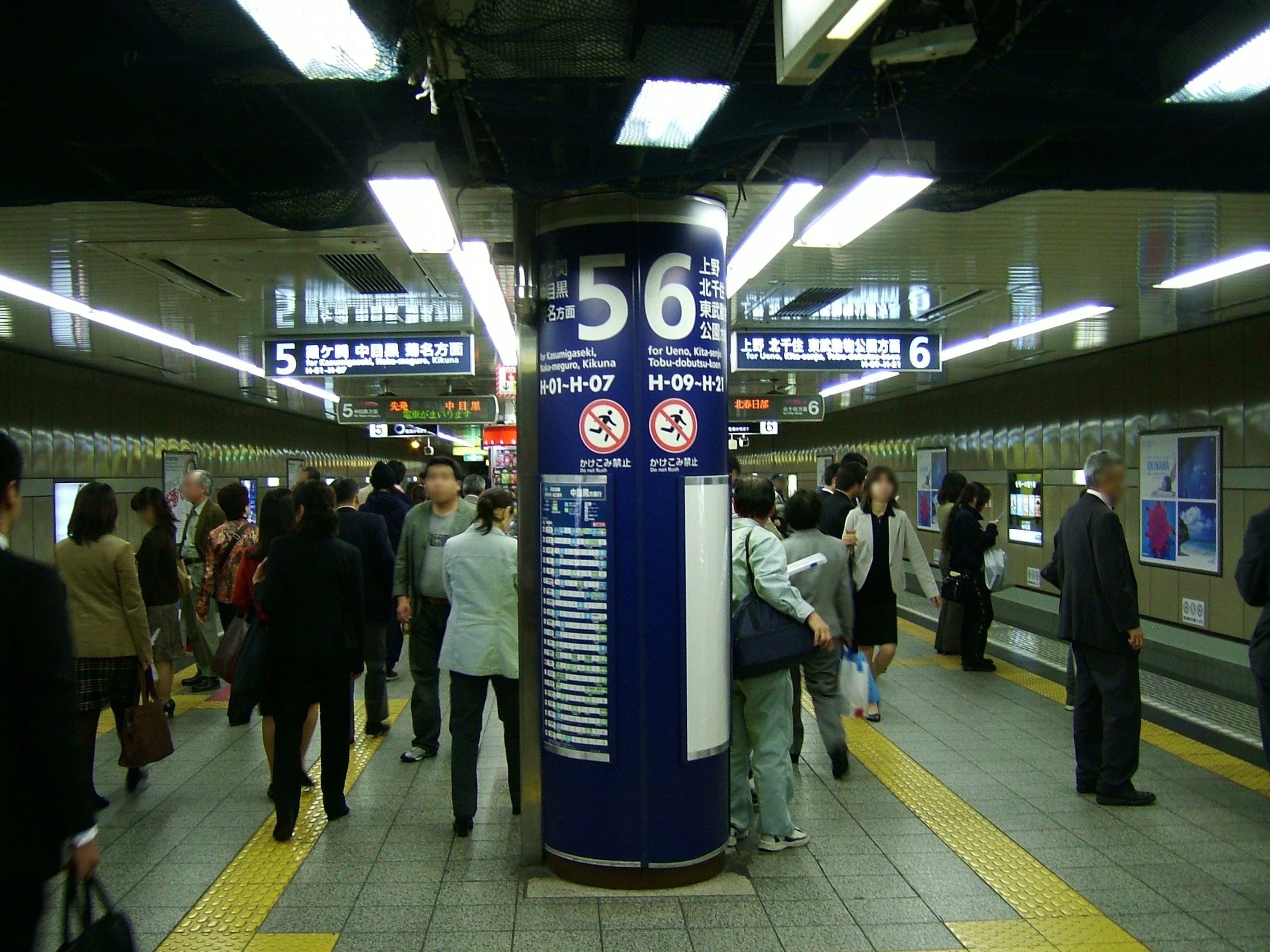
히비야선 승강장 모습 (출처: LERK) (리모델링 전)
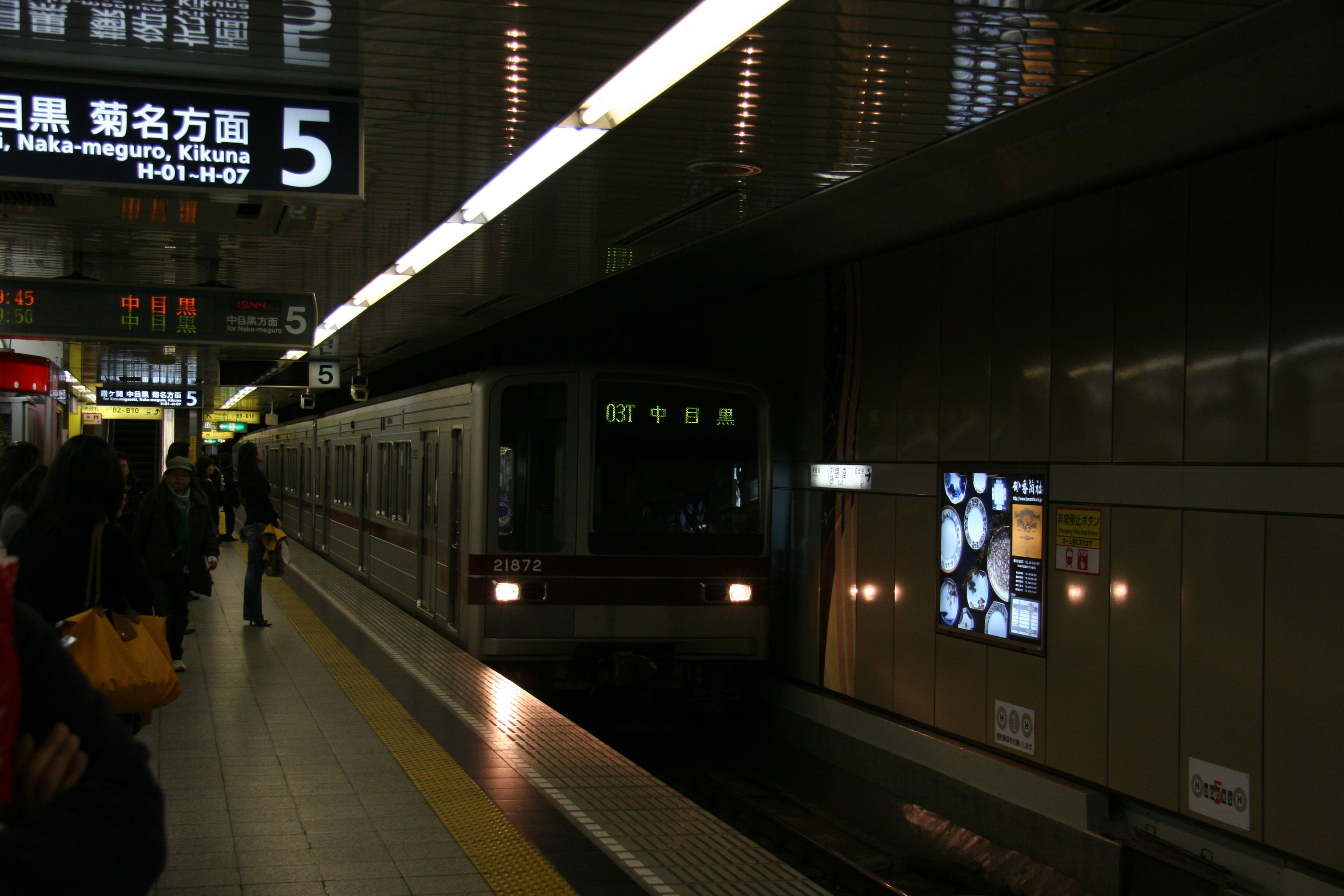
히비야선 승강장 모습 (출처: Kimon Berlin) (리모델링 전)
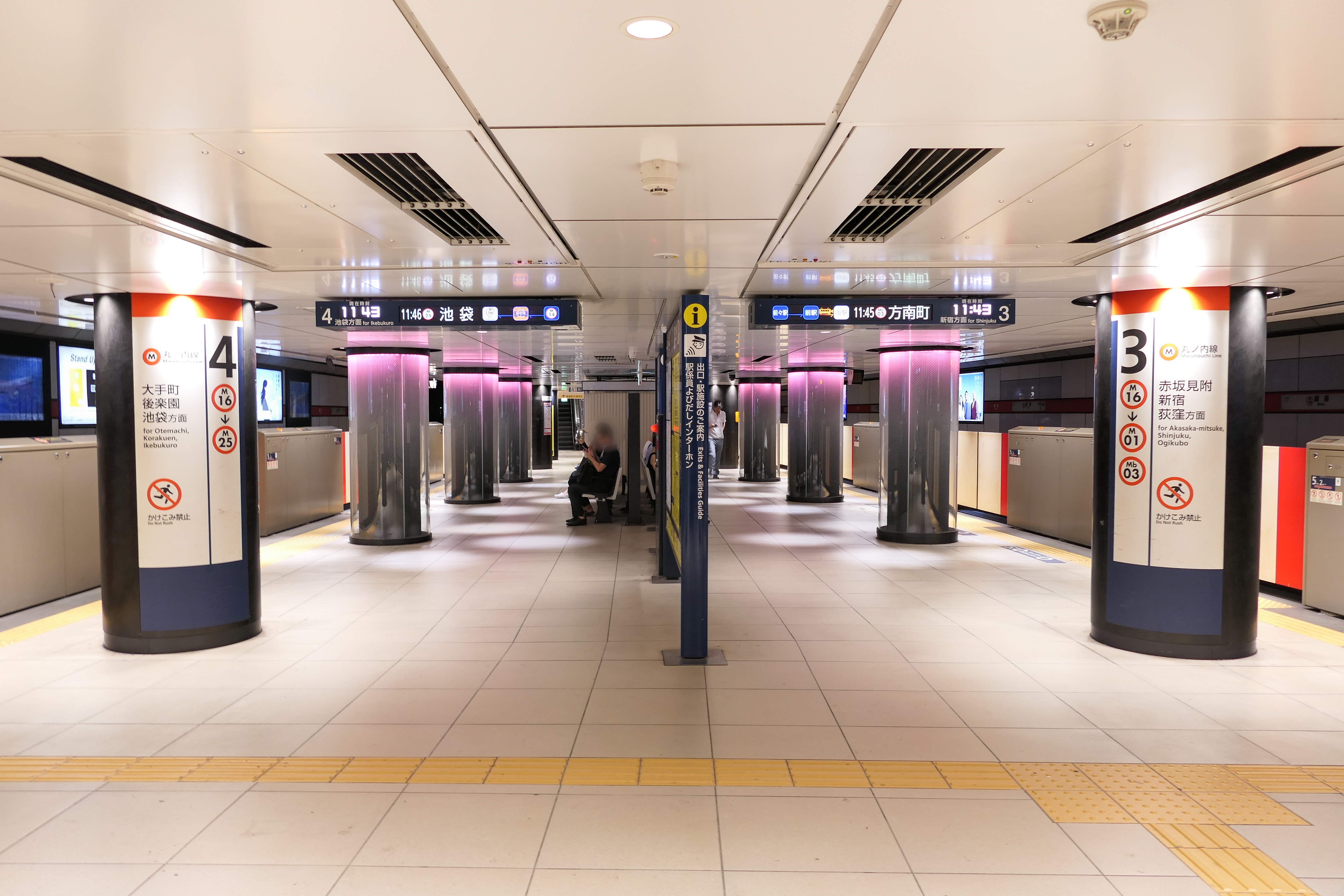
마루노우치선 승강장 모습 (출처: MaedaAkihiko) (2023년 8월 7일, 리모델링 후)
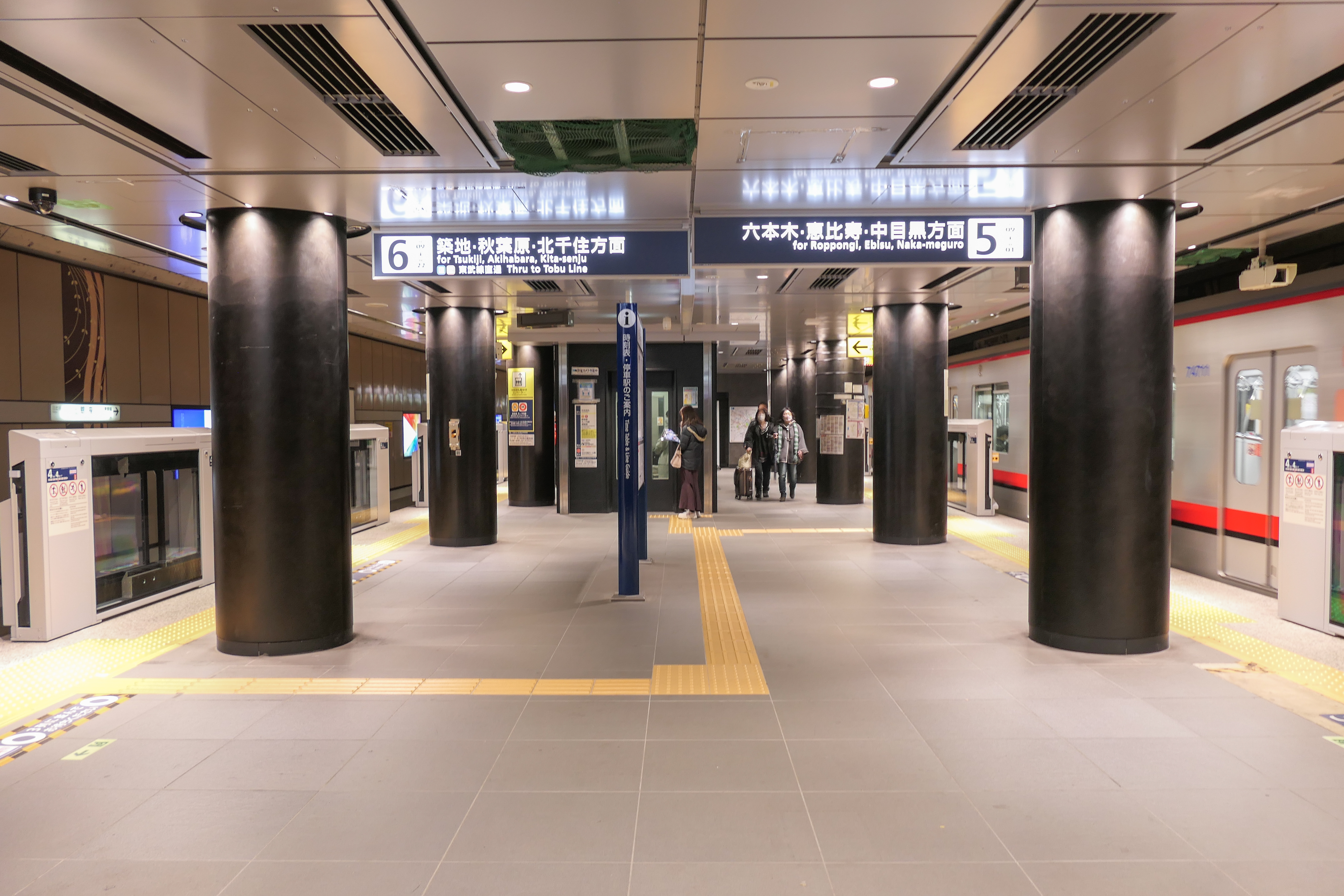
히비야선 승강장 모습 (출처: MaedaAkihiko) (2022년 11월 27일, 리모델링 후)

## 인접역
| 도쿄 메트로 2호선              | 도쿄 메트로 2호선 | 도쿄 메트로 2호선             |
| ------------------------------ | ----------------- | ----------------------------- |
| H 08 히비야 나카메구로 방면    | 히비야선          | 히가시긴자 H 10 기타센주 방면 |
| 도쿄 메트로 3호선              |                   |                               |
| G08 신바시 시부야 방면         | 긴자선            | G10 교바시 아사쿠사 방면      |
| 도쿄 메트로 4호선              |                   |                               |
| M15 가스미가세키 오기쿠보 방면 | 마루노우치선      | M17 도쿄 이케부쿠로 방면      |